# رعنای زیبای معمولی
رعنای زیبای معمولی (نام علمی: Gaillardia aristata) نام یک گونه از سرده رعنای زیبا است.
این گیاه تولید توده‌های بزرگ از شکوفه‌های قرمز شعله‌ای را دارد. این گل مناسب برای تولیدکنندگان گل برای گلدان برای فروش می‌باشد.